# Qeshm Air
Qeshm Air (persisch هواپیمایی قشم; früher Qeshm Airlines) ist eine iranische Fluggesellschaft mit Sitz auf der Insel Qeschm und Basis auf dem Flughafen Qeschm.

## Geschichte

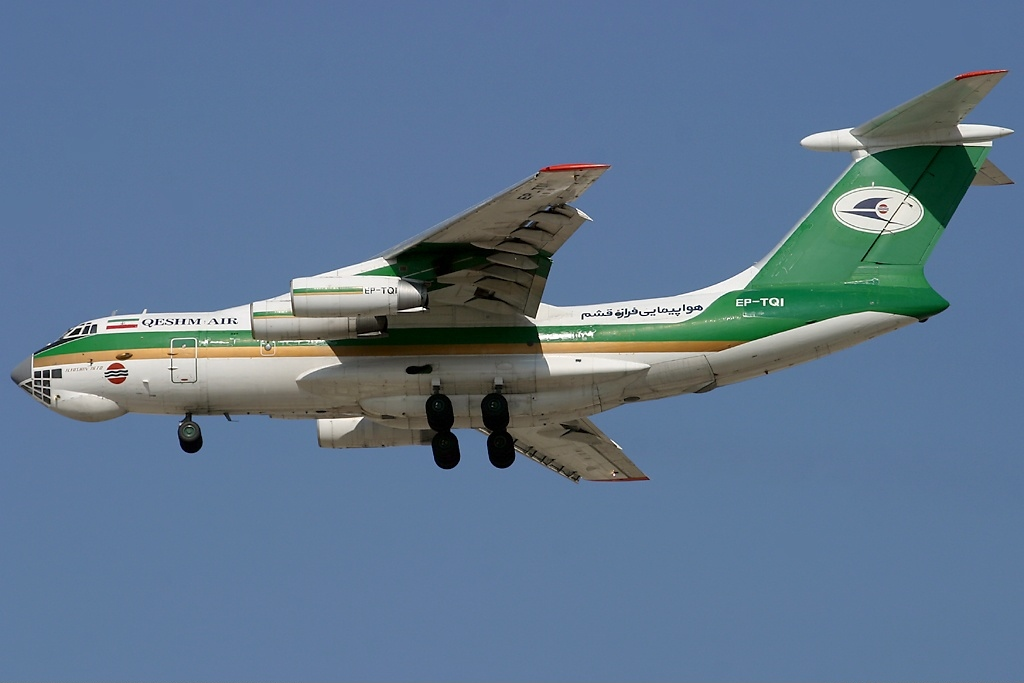
Iljuschin IL-76 der Qeshm Air

Qeshm Air wurde 1993 als Faraz Qeshm Airline gegründet und nahm 1996 den Flugbetrieb auf. Sie befand sich im Besitz von Babak Sandschani und wurde im Januar 2015 aufgrund von Korruptionsvorwürfen vom iranischen Staat beschlagnahmt.

## Flugziele
Qeshm Air führt Passagierflüge vom Qeschm nach Kisch und Teheran sowie in andere iranische und arabische Städte durch. Im Oktober 2016 erhielt die Gesellschaft von der Europäischen Agentur für Flugsicherheit die Bewilligung für Flüge nach Europa.

## Flotte

### Aktuelle Flotte

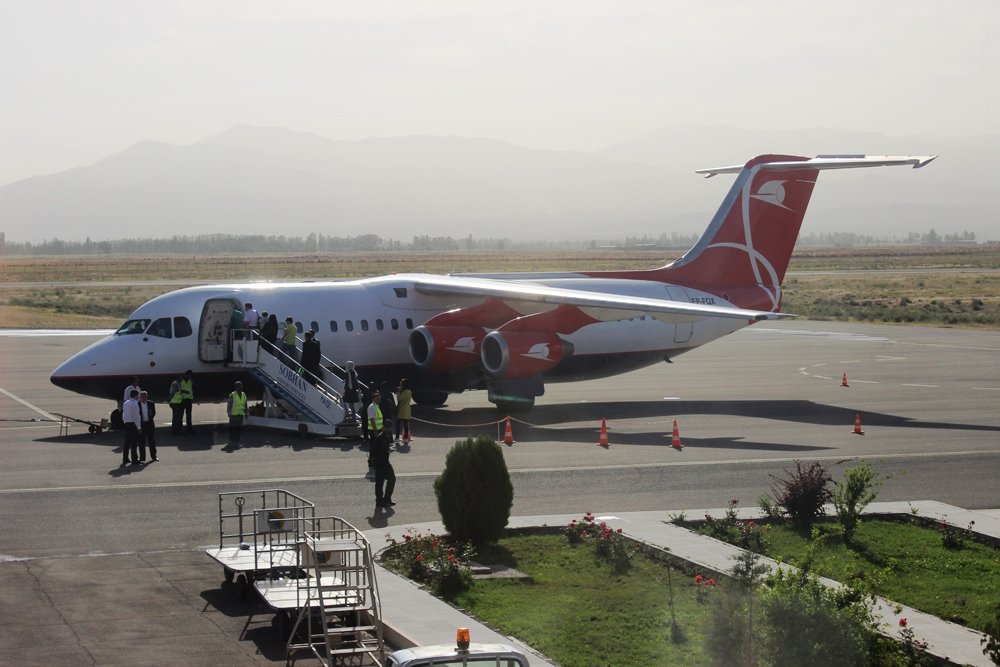
Avro RJ85 der Qeshm Air

Mit Stand Oktober 2023 besteht die Flotte der Qeshm Air aus 15 Flugzeugen mit einem Durchschnittsalter von 28,1 Jahren:
| Flugzeugtyp      | Anzahl | bestellt | Anmerkungen                                       |
| ---------------- | ------ | -------- | ------------------------------------------------- |
| Airbus A300-600R | 04     |          | zwei inaktiv; EP-FQM mit Sonderbemalung Perspolis |
| Airbus A310-300  | 01     |          | inaktiv                                           |
| Airbus A320-200  | 03     |          | eine inaktiv                                      |
| Avro RJ100       | 04     |          |                                                   |
| Fokker 100       | 03     |          | eine inaktiv                                      |
| Gesamt           | 15     | –        |                                                   |

### Ehemalige Flugzeugtypen
- Avro RJ85
- Fokker 50
- Iljuschin Il-76
- Jakowlew Jak-40

## Zwischenfälle
Qeshm Air verzeichnete in ihrer Geschichte einen Zwischenfall mit Todesopfern:
- Am 17. Mai 2001 verunglückte eine Jakowlew Jak-40 (Luftfahrzeugkennzeichen EP-TQP) mit 30 Personen inklusive des damaligen iranischen Transportministers und sieben Parlamentariern an Bord. Die Jak-40 war unterwegs von Teheran nach Gorgan, wo das Flugzeug wegen schlechten Wetters nicht landen konnte und nach Sari ausweichen sollte. Die Jak-40 wurde später im Elburs-Gebirge gefunden. Niemand überlebte den Absturz.[4]